# Ruta marítima
Es denomina ruta marítima a l'emprada pels vaixells mercants en el seu trànsit comercial.
Inicialment aquestes rutes van ser limitades a la navegació costanera. Amb l'adveniment de la navegació astronòmica les rutes marítimes es van internar més i més en alta mar fins a circumnavegar el globus.
Les rutes marítimes són el resultat de considerar factors diversos, entre altres: 
- Economia de combustible.
- Factors climatològics i oceanogràfics (corrents marítims, estadístiques de vents predominants, presència de gels flotants, etc.).
- Factors legals (línies de màxima càrrega).
- Proximitat a ports intermedis per al cas d'haver de fer recalades forçoses per a rebre assistència o auxili de terra, etc.

L'estudi de tots aquests factors fa que el gruix de la navegació comercial es concentri en veritables corredors oceànics que uneixen els punts més conspicus del globus quant a densitat de trànsit.
El canal de Panamà, l'estret de Gibraltar, el canal de Suez, l'estret d'Ormuz, l'estret de Singapur, l'estret de Magalhães, l'estret de Torres el canal de la Mànega o el canal de Kiel per esmentar-ne només alguns.